# Король клетки
«Коро́ль кле́тки» (кор. 클레멘타인, англ. Clementine) — южнокорейский боевик с элементами драмы режиссёра Кима Ду Йонга. Фильм вышел сразу на видео в 2004 году.

## Сюжет
Чемпион тхэквондо Ким (Ли Дон Чон) вынужден покинуть большой спорт для того, чтобы посвятить свою жизнь воспитанию новорождённой дочери Са Ранг (Юнь Со Ву). Ныне он работает полицейским.
Однажды его дочь похищают преступники — организаторы подпольных боёв без правил. Теперь, чтобы вернуть свою дочь, он должен побеждать своих соперников на ринге. Одним из них будет непобедимый Джек Миллер (Стивен Сигал), мастер боевых искусств из США.

## В ролях
| Актёр        | Роль        |
| ------------ | ----------- |
| Ли Дон Чон   | Ким         |
| Ким Хе Ри    | Им Мин Со   |
| Юнь Со Ву    | Са Ранг     |
| Стивен Сигал | Джек Миллер |
| Ки Джу Бон   |             |
| Лим Хо       |             |
| Хёк Пиль Лим |             |
| Со Ён Ким    |             |
| Джо Хэлпин   |             |
| Ник Хермц    |             |
| Саймон Ри    |             |

## Рецензии и критика
Фильм получил преимущественно негативные оценки критиков. На сайте Rotten Tomatoes его рейтинг составляет 27 % из 100, а на IMDB.com — 3,3 из 10. Авторитетный германский киносайт Zweitausendeins.de охарактеризовал фильм как «глупый боевик с эпизодической ролью Стивена Сигала продолжительностью около десяти минут». Согласно рецензии на сайте BeyondHollywood.com, «с точки зрения южнокорейского кинематографа „Король клетки“ можно назвать фильмом „категории Б“ и в любом случае, это не очень хороший фильм».